# Anatole campicola
Anatole campicola är en fjärilsart som beskrevs av Adalbert Seitz 1917. Anatole campicola ingår i släktet Anatole och familjen Riodinidae. Inga underarter finns listade i Catalogue of Life.